# نوی-آن‌اشپاخ
شهر نوی-آنشپاخ (به آلمانی: Neu-Anspach) در ایالت هسن در کشور آلمان واقع شده‌است.